# Maasdorf (Bad Liebenwerda)
Maasdorf is een plaats in de Duitse deelstaat Brandenburg en maakt deel uit van de gemeente Bad Liebenwerda in het Landkreis Elbe-Elster. Maasdorf telt 444 inwoners (2010). Tot 1993 was het een zelfstandige gemeente.
Maasdorf ligt aan de Kleine Elster.